# تاريخ المغرب المعاصر
في بدايات القرن العشرين وبعد فشل الإصلاحات التي هدفت إلى تحديث الدولة والعديد من المشاكل الاقتصادية والأزمات الداخلية والخارجية بعثت فرنسا بجيشها إلى الدار البيضاء في غشت 1907، واضطر السلطان عبد الحفيظ لتوقيع معاهدة فاس سنة 1912، حيث فرض على المغرب نوع من الحماية جعلت أراضيه تحت سيطرة فرنسا وإسبانيا بحسب ما تقرر في مؤتمر الجزيرة الخضراء بتاريخ 7 أبريل من عام 1906؛ وقتها أصبح لإسبانيا مناطق نفوذ في شمال المغرب، أي في الريف، وجنوبه، أي في إفني وطرفاية، أما باقي المناطق بالمغرب فقد كانت تحت سيطرة فرنسا، وفي عام 1923 تم توقيع بروتوكول طنجة وأصبحت طنجة منطقة دولية.
رغم احتفاظ المغرب برموز السيادة كالعملة والعلم الوطني، إلا أن المعاهدة سمحت لدول أوروبية بتدخل اقتصادي وسياسي غير مباشر، القوانين التي كانت تقترحها الأخيرة لم تكن تدخل حيز التنفيذ إلا بعد موافقة سلاطين المغرب الذي كان لهم الحق في رفضها. خدم الكثير من المغاربة في الجيش الفرنسي خلال الحرب العالمية الأولى والثانية، وفي الجيش الوطني الإسباني خلال الحرب الأهلية الإسبانية.

عبد الكريم الخطابي يستقبل الملك محمد الخامس في القاهرة سنة 1958.

شعار محرك بحث قوقل يوم 18 نونبر 2014 (بمناسبة ذكرى يوم الإستقلال) بلوني العلم الوطني المغربي ، مع فارس مغربي تقليدي يحمل العلم الوطني المغربي تتوسطه النجمة الخماسية الخضراء

في 18 نوفمبر عام 1927، تربع الملك محمد الخامس على العرش وهو في الثامنة عشرة من عمره، أدى رفضه للتدخلات الأجنبية وتقدمه بطلب إلغاء معاهدة فاس (تقديم وثيقة الاستقلال يوم 11 يناير 1944)، إلى توتر العلاقات مع الإقامة العامة الفرنسية التي قامت في 1953 بنفيه مع العائلة الملكية خارج المغرب، إلى مدغشقر، الشيء الذي اعتبره البعض نقضا للوفاق الذي أبرم في 27 نوفمبر 1912 بعد توقيع معاهدة فاس والذي يتعهد فيها البلدان «بالتزام الاحترام إزاء الإمبراطورية الشريفية»، واندلع بالمغرب ما يعرف بثورة الملك والشعب. سمحت فرنسا لمحمد الخامس بالعودة إلى بلاده سنة 1955، وفي السنة التالية على رجوعه، بدأت المفاوضات بين المغرب وفرنسا التي أدت لاستقلال البلاد في نهاية المطاف.
استمرت الحماية 44 عاما (1912-1956) تم خلالها تشييد العديد من المرافق الضرورية للدولة الحديثة، استعاد المغرب سيادته على المناطق الخاضعة للحكم الإسباني من خلال اتفاقيات مع إسبانيا ما بين عامي 1956 و1958. أعيدت مدينة طنجة التي تم تدويلها بعد توقيع بروتوكول طنجة إلى المغرب بتاريخ 29 أكتوبر من عام 1956. وقد جرت بضعة محاولات عسكرية لاسترداد الصحراء الإسبانية (حرب إفني مع إسبانيا وفرنسا سنة 1957) ولكنها لم تكن ناجحة بشكل كبير حيث تم استرجاع سيدي إفني مع بقاء الصحراء الغربية تحت السيطرة الإسبانية.
تربع الحسن الثاني على العرش كملك للمغرب في 3 مارس 1961، وفي ديسمبر 1962 تمت المصادقة بواسطة الاستفتاء على أول دستور يجعل من نظام الحكم في المغرب نظاما ملكيا دستوريا. وفي تلك الفترة عرف المغرب تغييرات حدودية متتالية حيث تم استرجاع كل من طرفاية وطانطان (1958)، سيدي إفني (1969)، ثم الصحراء الغربية (1975) بعد أن طالبت المملكة المغربية إسبانيا بالتخلي عن هذا الإقليم وإعادة دمجه بالمغرب إلا أن قضية هذا الأخير ما زالت دون حل حتى اليوم.